# Maybach Zeppelin DS 7
Die Maybach Zeppelin DS 7 sind Oberklasse-Pkw mit Zwölfzylinder-V-Motoren, die in zahlreichen Varianten von 1930 bis 1934 vom Maybach-Motorenbau in Friedrichshafen/Bodensee gebaut wurden.

## Beschreibung
Bei der Luxusmarke Maybach der 1930er Jahre hatten die Käufer umfassende Wahlmöglichkeiten, ihr Fahrzeug ihren individuellen Ansprüchen und ihrem persönlichen Stil gemäß „karossieren“ zu lassen.
Die Fahrzeuge hatten ein halbautomatisch schaltbares 3-Gang-Getriebe mit Gangvorwahl durch kleine Hebel an der Lenksäule und mit einem zusätzlichen Schnellgang, der ebenfalls mit einem Hebel an der Lenksäule eingelegt wurde.
Der Schaltvorgang ist aus der Betriebsanleitung zu entnehmen; beim Anfahren musste nach dem Treten der Kupplung die Vorwahlhebel an der Lenksäule auf den kleinen Gang eingestellt werden, der Getriebehebel auf Gangwahl gestellt werden (Vor- oder Rückwärtsgang) und dann eingekuppelt werden. Die Schaltung der weiteren Fahrtgänge geschah, nachdem durch Vorwahl des gewünschten Ganges an der Lenksäule Gas weggenommen wurde, automatisch. Auf diese Weise konnte aufwärts- und abwärts geschaltet werden. Der Fahrer brauchte nicht die Kupplung zu betätigen, er musste lediglich auf die Synchronisation des Getriebes aufpassen, d. h. beim Hochschalten  musste der Motor abgetourt, beim Herunterschalten auf Drehzahl gebracht werden. Zum Anhalten des Fahrzeuges empfahl die Bedienungsanleitung: Gas wegnehmen, Fußbremse betätigen, auskuppeln, Getriebehebel in Leerlauf stellen, Handbremse anziehen und beide Hebel an der Lenksäule auf Anfahrgang stellen.
Der Schnellgang war seit dem Maybach 12 soweit vereinfacht worden, dass der Fahrer lediglich durch Hebelbewegung den Schnellgang ein- bzw. ausschaltet. Der eigentliche Schaltvorgang wird dann durch Unterdruck gesteuert.

## Technische Daten

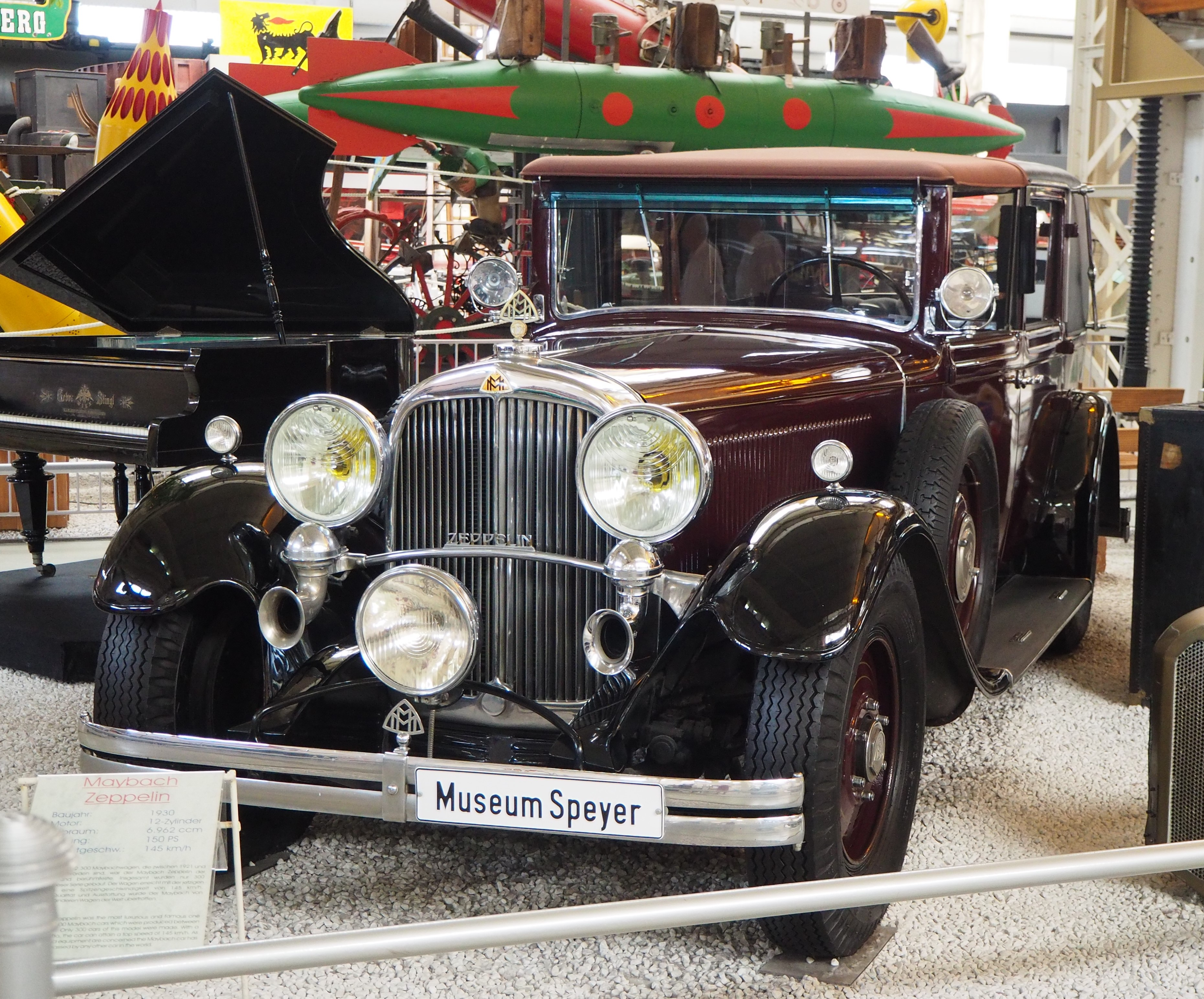
Maybach Zeppelin DS 7

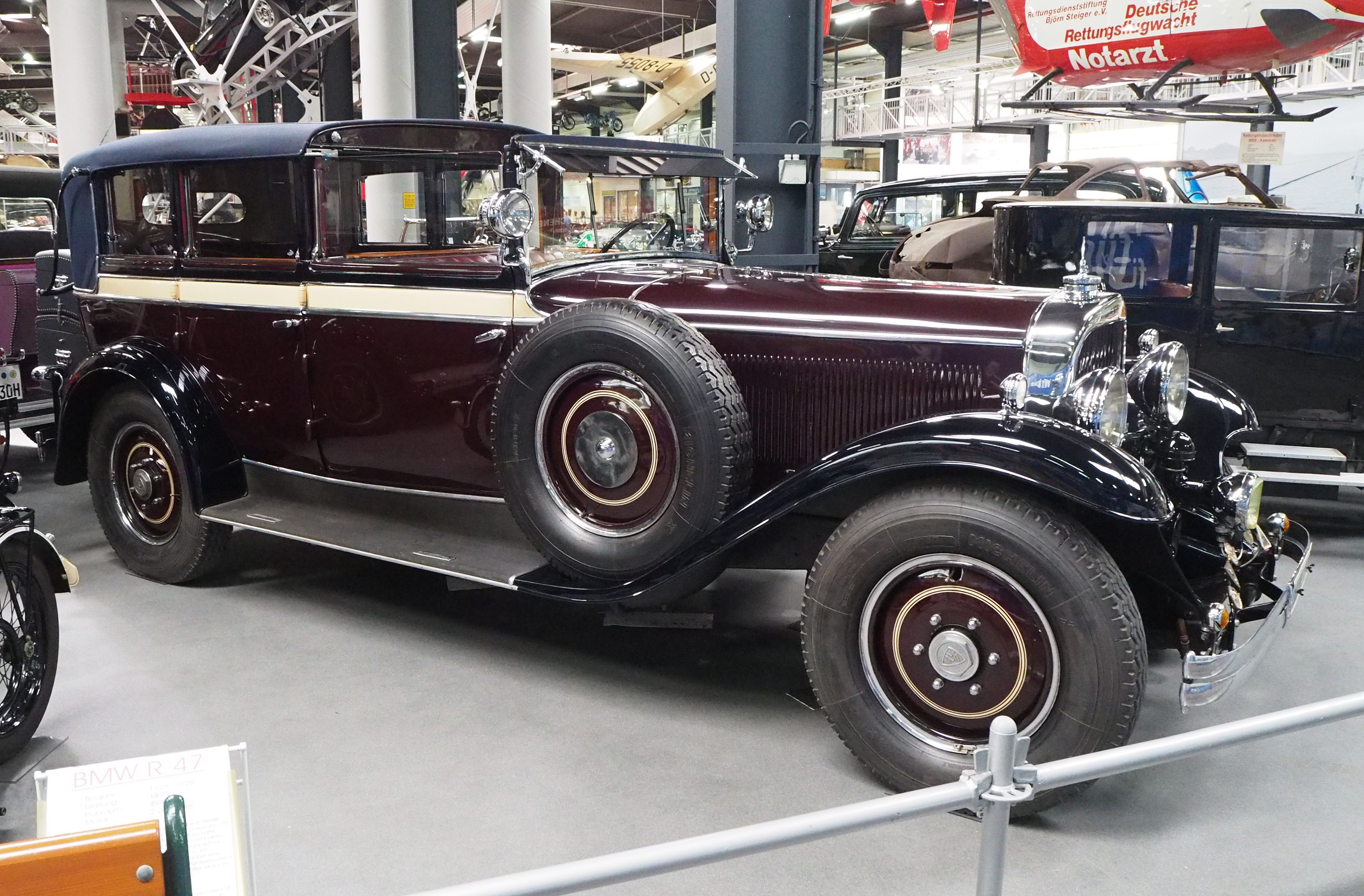
Seitenansicht Maybach Zeppelin DS 7

| Kenngrößen  | Daten |
| Motor       | V12-Leichtmetall, 60° Zylinderwinkel, Kurbelwelle mit 8 Gleitlagern                                           |
| Bohrung/Hub | 86/100 mm; Leichtmetallkolben                                                                                 |
| Hubraum     | 6962 cm³ |
| Verdichtung | 1:5,67 |
| Leistung    | 110 kW (150 PS) bei 2800/min                                                                                  |
| Zylinder    | auswechselbare Graugusslaufbuchsen                                                                            |
| Ventile     | Ein-/Auslassventil hängend; 1 Nockenwelle, 7fach gelagert                                                     |
| Vergaser    | 2 Solex-Doppel-Stufenvergaser                                                                                 |
| Kühlung     | Wasserkühlung/Pumpe, Thermostat-Kühler, Jalousie                                                              |
| Rahmen      | U-Profil, Stahlpressrahmen                                                                                    |
| Federn      | lange Halbelliptikfedern, in breiten Gleitschuhen auf Stahlrollen, hydraulische, doppelt wirkende Stoßdämpfer |
| Vorderachse | Faustachse in Doppel-T-Profil aus Chromnickelstahl                                                            |
| Hinterachse | Starrachse mit Leichtmetall-Stahl-Achsträger                                                                  |
| Lenkung     | flattersichere Schraubenlenkung, nach Wahl links oder rechts                                                  |
| Fußbremse   | Unterdruckservobremse, mechanisch auf alle vier Räder wirkend                                                 |
| Räder       | Stahlscheiben oder Drahtspeichen, 2 Ersatzräder                                                               |
| Reifen      | Mitteldruck, DT-Felge, 7 × 20 und 7,5 × 20                                                                    |
| Kupplung    | Einscheiben-Trockenkupplung                                                                                   |
| Getriebe    | Maybach-Schnellganggetriebe SG, Vorwählgetriebe mit vier „geräuschlosen“ Gängen                               |
| Anordnung   | in das Kardanschubrohr eingefügt                                                                              |
| Ganganzahl  | 4 vorwärts; 1 rückwärts                                                                                       |
| Antrieb     | über Hinterräder                                                                                              |
| Radstand    | 3,66–3,735 m                                                                                                  |
| Spurweite   | vorne/hinten 1,52 m                                                                                           |
| Länge       | über alles einschließlich Stoßstangen 5,37–5,5 m                                                              |
| Breite/Höhe | über Kotflügel 1,82 m/ca. 1,80 m                                                                              |
| Gewichte    | Fahrgestell 1940–2110 kg, Wagen ca. 2800 kg, Zuladung ca. 990 kg                                              |
| Vmax        | ca. 145 km/h, je nach Aufbau und Übersetzung                                                                  |
| Verbrauch   | ca. 27 Liter/100 km                                                                                           |
| Ölverbrauch | ca. 0,4 Liter/100 km                                                                                          |
| Tank        | im Heck, 135 Liter, 2 Kraftstoffpumpen                                                                        |